# Rangomaraminae

Flügeläderung des Flügels von Rangomarama. C: Costa; Sc: Subcosta; R: Radius; M: Media; Cu: Cubitus; A: Analader

Die Rangomaraminae bilden eine Unterfamilie in der Familie der Langflügel-Pilzmücken. Sie kommen nur in Neuseeland vor.

## Merkmale
Das Flügelgeäder ist bei den Rangomaraminae reduziert. Wie bei den Gallmücken (Cecidomyiidae) und den anderen Unterfamilien der Langflügel-Pilzmücken sind die Sporne der Tibia reduziert.

## Verbreitung
Die Rangomaraminae sind in Neuseeland endemisch. Dies spricht für einen Ursprung auf dem ehemaligen Südkontinent Gondwana, der vor rund 150 Millionen Jahren auseinanderbrach. Die wenigen Arten deuten auf ein Reliktvorkommen hin, das sich lange Zeit in einem geographisch begrenzten Raum entwickelt hat. 

## Systematik
Die Unterfamilie Rangomaramidae besteht aus den fünf Arten der einzigen Gattung Rangomarama: 
- Rangomarama edwardsi
- Rangomarama humboldti
- Rangomarama leopoldinae
- Rangomarama matilei
- Rangomarama tonnoiri